# 金子卓義
金子 卓義（かねこ たかよし、1943年2月14日 - 2006年3月30日）は、日本の書家。
東京都杉並区生まれ。文化勲章受章者である父金子鷗亭に師事。2003年の個展「金子卓義―史記を書く―」で毎日芸術賞を受賞。子息は書家の金子大蔵。

## 経歴
1943年2月14日、書家金子鷗亭・栄子の次男として東京都杉並区に生まれる。1958年、東京都立北野高等学校に入学し、浅沼一道の書道を履修する。1961年、東京経済大学経済学部に入学。父である金子鷗亭と兄弟子にあたる東地滄厓に師事。後に自身を含めて三羽烏と呼ばれるようになる石飛博光・矢壁柏雲の両氏と出会う。1963年、20歳で日展初出品初入選し、以降連続入選する。1964年、毎日書道展毎日賞受賞。1965年、東京経済大学卒業後、株式会社菱三商会(現、三菱製紙販売株式会社)に入社したが、1968年3月には退職し、書に専念する。
1970年12月、1962年より会員となっていた随鷗書道会から競書雑誌「書作」が発行され、発行人となる。1971年、金子知栄子と結婚。1972年、第8回創玄展大賞を「鳳」一字で受賞。この年この「鳳」から名付けられた書道研究洪鳳社(現代表同人、渡部會山）を結成、代表同人となる。1973年8月、母の栄子が66歳で永眠、11月長男大蔵が誕生する。1974年、第1回訪中参観団として中国各地を視察する。1975年、第11回創玄展会長賞受賞、第27回毎日書道展準大賞受賞、第7回日展特選受賞。1977年、駒澤大学の講師となり2004年まで続ける。1978年、第10回日展にて2回目の特選を受賞し、1980年には日展委嘱となり、1984年に第16回日展にて初めて審査員となる。1998年2月、「金子卓義この一年」展を開催し、永眠する直前まで毎年続ける。日展や毎日書道展のような公募展のみならずその1年の内に出品した作品群と、毎年テーマを定めた小品群を展示した。2002年、財団法人毎日書道会理事となる。2003年、毎日書道会の仲間を誘い、正月の銀座を毎日書道会で埋めることを願って、すみよい展を開催。同年9月には個展「金子卓義―史記を書く―」を開催し、この展覧会が評価され、翌年の毎日芸術賞を受賞する。その2004年には社団法人創玄書道会の理事長となる。
2006年3月28日に胸部大動脈瘤を手術し、その後目を覚ますことなく3月30日に永眠。2008年7月、上野の森美術館にて遺作展「響け大空へ　金子卓義の書」開催し、10月には北海道立函館美術館にて同展開催。2012年7月、銀座和光にて「挑む　金子卓義の書」展開催。2014年11月、札幌大丸藤井セントラルスカイホールにて書展「金子卓義と北海道の仲間たち」を開催。

## 洪鳳社

### 洪鳳社の道
自らを含む書道研究グループを「洪鳳社」と、1972年に父であり師である金子鷗亭に名付けられる。創玄書道会の「玄」は千字文冒頭の「天地玄黄」の「玄」であり、二句目の「宇宙洪荒」の「洪」をとり、また、第8回創玄展において大賞を受賞した「鳳」(約180cm×180cm）の文字と合わせて「洪鳳」とした。「洪」は大いなるという意味で、「鳳」は鳥の王であり神鳥、また「鳳」は群鳥を従えて飛ぶところから「朋」と同義字であり、字源をたどると同字となる。
「現代芸術としての書を確立するため、古典の研究を深め表現技術を高め、現代生活に密着した素材を求めて書作して行く」ことや、「豊かな人間性を育んで行く」「独創性、特異性を殊更に大切にして行く」「書においては、才能や努力を素直に認め合いながら、人間としては互いに尊び合う秩序ある和を大切にして行く」ことなどを洪鳳社報創刊号にて述べている。

### 門人の受賞歴
- 1971年、第7回創玄展、特選(今江美登里)
- 1972年、第24回毎日書道展、秀作賞(渡辺會山)
- 1973年、第9回創玄展、推薦(今江美登里)
- 1973年、第25回毎日書道展、毎日賞(金子知栄子)
- 1979年、第11回日展、入選(今江美登里)
- 1980年、第16回創玄展、大賞(渡部會山)
- 1985年、第37回毎日書道展、会員賞(渡辺會山)
- 1988年、第24回創玄展、文部大臣奨励賞(永守蒼穹)
- 2003年、第35回日展、特選(永守蒼穹)

以上が洪鳳社内での主な公募展初受賞、初入選だが、その他公募展においても数多くの受章者となる門人を輩出し、現在も代表同人渡部會山を中心に、古典を基にした現代書道の研究を行う。

### 洪鳳社報
1980年の創刊号より現在まで年に1、2号刊行し続けている。公募展の出品作写真や批評が主だが、以前は同人の結婚や出産などの報告もあった。

## 著書・作品集
- 金子卓義著『書道入門　漢字 基本と実用』主婦の友社発行、1979年
- 金子卓義著『かな交じり書 レッスンブック』可成屋発行、2000年
- 金子卓義著『かな交じり書 完全マスター術』可成屋発行、2002年
- 作品集『金子卓義　史記を書く』靖文社印刷所制作、2003年
- 作品集『金子卓義小品展』靖文社印刷所制作、2003年
- 作品集『響け大空へ「金子卓義の書」』印象社制作、2008年
- 作品集『挑む　金子卓義の書』株式会社カワイ制作、2012年